# Jean-Paul Marcheschi
Jean-Paul Marcheschi (Bastia, 20 marzo 1951) è uno scultore e pittore francese.

## Carriera artistica
La sua opera è in gran parte ispirata alla Divina Commedia di Dante.
Il castello di Plieux ospita una collezione permanente delle sue opere. I suoi dipinti sono esposti anche a Tolosa nella stazione della metropolitana Carmes, e al locale teatro lirico, in occasione della messa in scena del balletto L'uccello di fuoco di Stravinsky nel 1996.. 

Altre opere furono esposte a Riom (in Alvernia), a Nizza (al MAMAC),, e a Parigi nella scuola materna "polivalente" sita in rue des Tourelles (X X distretto, progettata dall'architetto Olivier Gahinet.
Nel Febbraio 2010 presentò una mostra dal titolo Les Fastes, a Nemours (nel dipartimento di Senna e Marna).

## Opere
- Onze mille nuits, museo di arte moderna e contemporanea (MAMAC), Nizza
- Capella del museo di Alvernia, a Riom
- La Via lattea, stazione Carmes della metropolitana di Tolosa
- Horus, scultura in bronzo della esposizione Les Fastes al Museo dipartimentale di Preistoria di Île-de-France